# Brasserie du Brabant
La Brasserie du Brabant est une microbrasserie belge située à Baisy-Thy dans la commune de Genappe en province du Brabant wallon.

## Historique
La microbrasserie a été fondée en 2003 par Frédéric Magerat, brasseur amateur devenu professionnel, dans une fermette à Baisy-Thy. La brasserie possède une cuve de brassage permettant des brassins de 650 litres, une cuve de filtration, quatre cuves de fermentation et une chaîne d'embouteillage et d’étiquetage.

## Bières
Six variétés de bières artisanales de haute fermentation, non filtrées, non pasteurisées et refermentées en bouteilles de 75 cl capsulées sont produites :
- La Brabançonne Ambrée, bière rousse composée de cinq types de malt titrant 7,5 % en volume d'alcool
- La Brabançonne Blonde au Miel au malt pale et au miel artisanal titrant 6,5 % en volume d'alcool
- La Brabançonne Brune composée de huit types de malt titrant 9,1 % en volume d'alcool
- La Cuvée Nico, bière blonde titrant 8 % en volume d'alcool
- La Moche de Noël, bière de Noël titrant 9 % en volume d'alcool
- La Sans Rute, bière ambrée titrant 9 % en volume d'alcool et produite pour un gîte de Sensenruth.